# 叶琢堂
叶琢堂，1875年-1941年，清末民国金融资本家、银行家。曾担任中央信托局局长，四明银行总经理和中国农民银行的总经理。字瑜，浙江省宁波鄞县（一说镇海）人。

## 简介
早年在上海当买办，就职于瑞和洋行。上海证券物品交易所（上海证券交易所前身）成立后，曾为交易所的经纪人。叶曾兼任上海英商摩利洋行董事和买办，并是汉保勒洋行的总买办。1922年，斥巨资收购庞莱臣的大纶丝厂。
曾与法国商人创立万国储蓄会。万国储蓄会初期总资本仅有白银6.5万两，法郎200万，在上海法国总领事馆注册，并在法国贸易部和中国政府财政部登记备案。万国储蓄会的董事会共六人，五法一中，其中唯一一位中国人即叶琢堂。
1928年10月，中国银行改组，被委任为官股的董事。1928年11月，民国中央银行成立，叶出任中央银行的董事。
1932年，与银行家宋汉章等人一同创立至中商业储蓄银行。1934年，出任中国建设银公司（中国建设银行前身）的常务董事。1935年4月，上海四明银行发生挤兑风潮，中央银行落井下石，四明银行时任董事长孙衡甫被迫辞去总经理职务，叶旋即继任总经理。1935年5月，中央银行改组，叶出任常务董事，同时兼任中国银行常务董事。
1934年6月，出任中央信托局的筹备主任，主持筹建中央信托局。1935年7月，中央信托局成立后，叶出任常务理事。1936年，出任中央信托局局长。任上，中央信托局业务迅猛拓展，1936年12月，即发展出28个分支机构。1937年3月，中国农民银行改组，叶琢堂出任总经理，不久后因董事长孔祥熙出国，叶打理中国农民银行董事长一职，并兼主持中央信托局。
抗日战争爆发后，中国农民银行的大宗业务转移到后方，并同中国银行、中央银行、交通银行合作，组成四行联合办事处。期间该办事处支持了东南沿海企业的内迁，办理贴放业务。
1940年，因胃癌到美国治病，1941年7月15日在美国波士頓病逝。

## 相关链接
1. ↑  . 钱江晚报. 2014-05-20  [2016-10-04]. （原始内容存档于2016-10-05）.

- 金融百科知识问答 叶琢堂 简介[永久]
- 万国储蓄会的内幕[永久]
- 陈布雷大传